# Discomorpha howdenorum
Discomorpha howdenorum là một loài bọ cánh cứng trong họ Chrysomelidae. Loài này được Borowiec miêu tả khoa học năm 2006.